# My Indigo (álbum)
My Indigo é o primeiro álbum de estúdio do projeto My Indigo, da cantora holandesa Sharon den Adel.  Foi lançado em 20 de abril de 2018. A lista de faixas foi revelada em 31 de janeiro de 2018, pelo fansite do Within Temptation (banda principal de Sharon) DontTearMeDown.

## Antecedentes
Depois de voltar da mais recente turnê do Within Temptation, enfrentando um bloqueio criativo para compor canções para seu próximo álbum, e tendo também problemas pessoais não detalhados, Sharon resolveu escrever para si mesma como uma forma de lidar com estes problemas. Como o som diferiu consideravelmente do que ela fazia com o Within Temptation, ela decidiu lançar o trabalho a solo.
Temendo uma perda permanente de sua criatividade para escrever para sua banda e da capacidade de atingir os sentimentos necessários para isso, Sharon afirmou ter conseguido encontrar inspiração nesta situação em si ao compor canções mais introspectivas e de autoconhecimento. Ela notou que, enquanto as canções do Within Temptation são mais "combativas, poderosas e grandes", as canções deste projeto são "menores, muito mais diretas, pessoais e vulneráveis", o que a permitiu atingir o outro extremo de sua composição sem afetar o trabalho com a banda.
O processo de composição foi diferente também, com Sharon fazendo as letras primeiro e as melodias e vocais depois, ao contrário do que está habituada a fazer. O nome do projeto e do álbum veio do sentimento "leve", porém "temperamental" que a cor gera nela. Segundo ela, o sentimento combina com a atmosfera geral das cançõs. O primeiro single, também intitulado "My Indigo", foi lançado em 10 de novembro de 2017.

## Recepção da crítica
| Críticas profissionais | Críticas profissionais |
| Avaliações da crítica  | Avaliações da crítica  |
| Fonte                  | Avaliação              |
| ---------------------- | ---------------------- |
| Express & Star         | [ 7 ]                  |
| Louder Than War        | [ 8 ]                  |
| Metal Hammer           | 5/7                    |

O crítico Mike Ainscoe, do Louder Than War, chamou o álbum de "vulnerável", "introspectivo", e disse que sua maior marca são os vocais emotivos de Sharon. Mike notou um "brilho Euro que está lustrado com o pop contemporâneo" e uma forte influência da música dos anos 1980 nas canções, inclusive algumas influências de reggae, como na faixa "Indian Summer". Além disso, ele considerou o álbum seguro e não muito distante da zona de conforto de Sharon enquanto musicista, e encerrou sua resenha comentando que a cantora "revelou um lado escondido, vulnerável e meditativo que voa abaixo da bravata e do poder do Within Temptation."
Leigh Sanders, do Express & Star, também foi positiva sobre o álbum em sua resenha. ela considerou o disco "uma fatia deliciosa de pop eletrônico com batidas firmes", elogiando os vocais de Sharon e citando a faixa "Crash and Burn" como o destaque, ao mesmo tempo em que notou alguns elementos de sua carreira no metal, já que a percussão desempenha um papel importante. Leigh encerrou sua resenha alegando que "são esses lampejos expressivos e excitantes que tornam cada faixa mais do que apenas mais uma canção pop."
Lisa Gratzke, da Metal Hammer, também recebeu o álbum de forma positiva, elogiando as letras e os aspectos técnicos ao mesmo tempo em que notou algumas influências de indie pop. Ela destacou o fato de que o álbum foi "uma saída para a crise [de Sharon]" e concluiu dizendo que ele é "uma bela excursão para domínios desconhecidos, uma brisa suave de verão, encantando com sua leveza e ainda existente profundidade".

## Lista de faixas
| N.º            | Título                                                      | Duração |  |
| 1.             | "My Indigo" (Meu Anil)                                      | 3:25    |  |
| 2.             | "Crash and Burn" (Fracasso Total)                           | 4:37    |  |
| 3.             | "Black Velvet Sun" (Sol de Veludo Preto)                    | 3:30    |  |
| 4.             | "Indian Summer" (Verão Indiano)                             | 2:51    |  |
| 5.             | "Out of the Darkness" (Fora das Trevas)                     | 3:57    |  |
| 6.             | "Star Crossed Lovers" (Amantes Destinados a Ficarem Juntos) | 3:07    |  |
| 7.             | "Someone Like You" (Alguém Como Você)                       | 3:12    |  |
| 8.             | "Safe and Sound" (São e Salvo)                              | 5:42    |  |
| 9.             | "Lesson Learned" (Lição Aprendida)                          | 3:53    |  |
| 10.            | "Where Is My Love" (Onde Está o Meu Amor)                   | 4:29    |  |
| Duração total: | Duração total:                                              | 38:43   |  |

## Créditos
- Sharon den Adel – vocais
- Will Knox – guitarras, ukulele, vocais de apoio
- Martijn Konijnenburg – teclados
- Teus Nobel – trompete
- Kevin de Randamie – narração em "Crash and Burn"
- Daniel Gibson – teclados, produção, programação
- Daniel Barkman – produção adicional
- Björn Engelmann – masterização
- Michael Ilbert – mixagem

## Paradas
| Parada (2018)                             | Maior posição |
| ----------------------------------------- | ------------- |
| Áustria (Ö3 Austria Top 40)               | 47            |
| Bélgica (Ultratop Flandres)               | 6             |
| Bélgica (Ultratop Valônia)                | 79            |
| Países Baixos (Dutch Charts)              | 3             |
| Alemanha (Offizielle Deutsche Charts)     | 39            |
| Escócia (Official Scottish Albums)        | 52            |
| Suíça (Schweizer Hitparade)               | 27            |
| Reino Unido (Official Albums Chart)       | 100           |
| Reino Unido (UK Independent Albums Chart) | 7             |